# Umbita (kommun)
Umbita är en kommun i Colombia.   Den ligger i departementet Boyacá, i den centrala delen av landet, 90 km nordost om huvudstaden Bogotá. Antalet invånare är 10 105.